# Stikstofcrisis
A stikstofcrisis (bra: crise do nitrogênio; prt: crise do nitrogénio) é uma crise nos Países Baixos que começou em 2019 e dura até a atualidade. O problema do nitrogênio está na raiz da crise. Na Holanda, o solo é sobrecarregado por uma aplicação muito alta de compostos reativos de nitrogênio, em particular amônia (NH 3 ) que é liberada do esterco animal. Além disso, os óxidos de nitrogênio (NO x ) são emitidos por motores de combustão interna, como em veículos automotores e na indústria. As atividades humanas nas quais os compostos de nitrogênio são liberados em grandes quantidades levam a efeitos indesejáveis na qualidade do solo, da água, do ar e da natureza.
Quando começou, a crise do nitrogênio já tinha uma longa história, tanto legal quanto ecologicamente. Os primeiros padrões europeus foram estabelecidos em 1991. Os países europeus são obrigados a cumprir a Diretiva Habitats, que estabelece que as áreas Natura 2000 devem ter como objetivo um “estado de conservação favorável”.

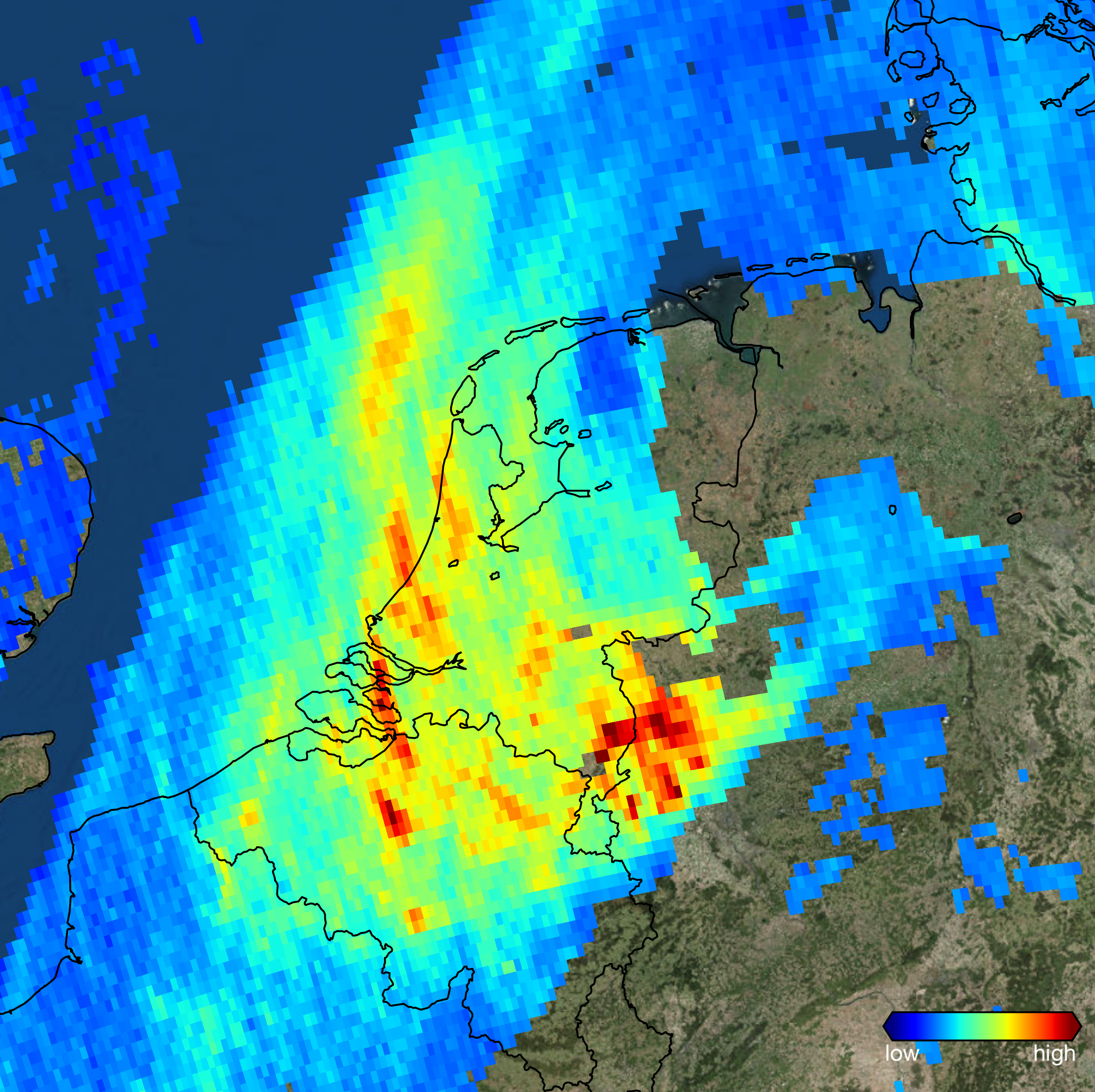
NO _{2} na atmosfera sobre a Holanda e a região do Ruhr, 7 de novembro de 2017

Em 29 de maio de 2019, a Divisão de Jurisdição Administrativa do Conselho de Estado declarou inválido o Programa de Abordagem de Nitrogênio (PAS) do governo. Consequentemente, o PAS deixou de poder ser utilizado para conceder licenças de azoto nas imediações das zonas Natura 2000. Devido a esta decisão, todos os tipos de projetos (especialmente na habitação) pararam imediatamente e o governo dos Países Baixos teve que buscar soluções com urgência. Embora o problema do nitrogênio existisse há muitos anos, cerca de 18.000 projetos de construção foram imediatamente paralisados devido à decisão do Conselho de Estado.

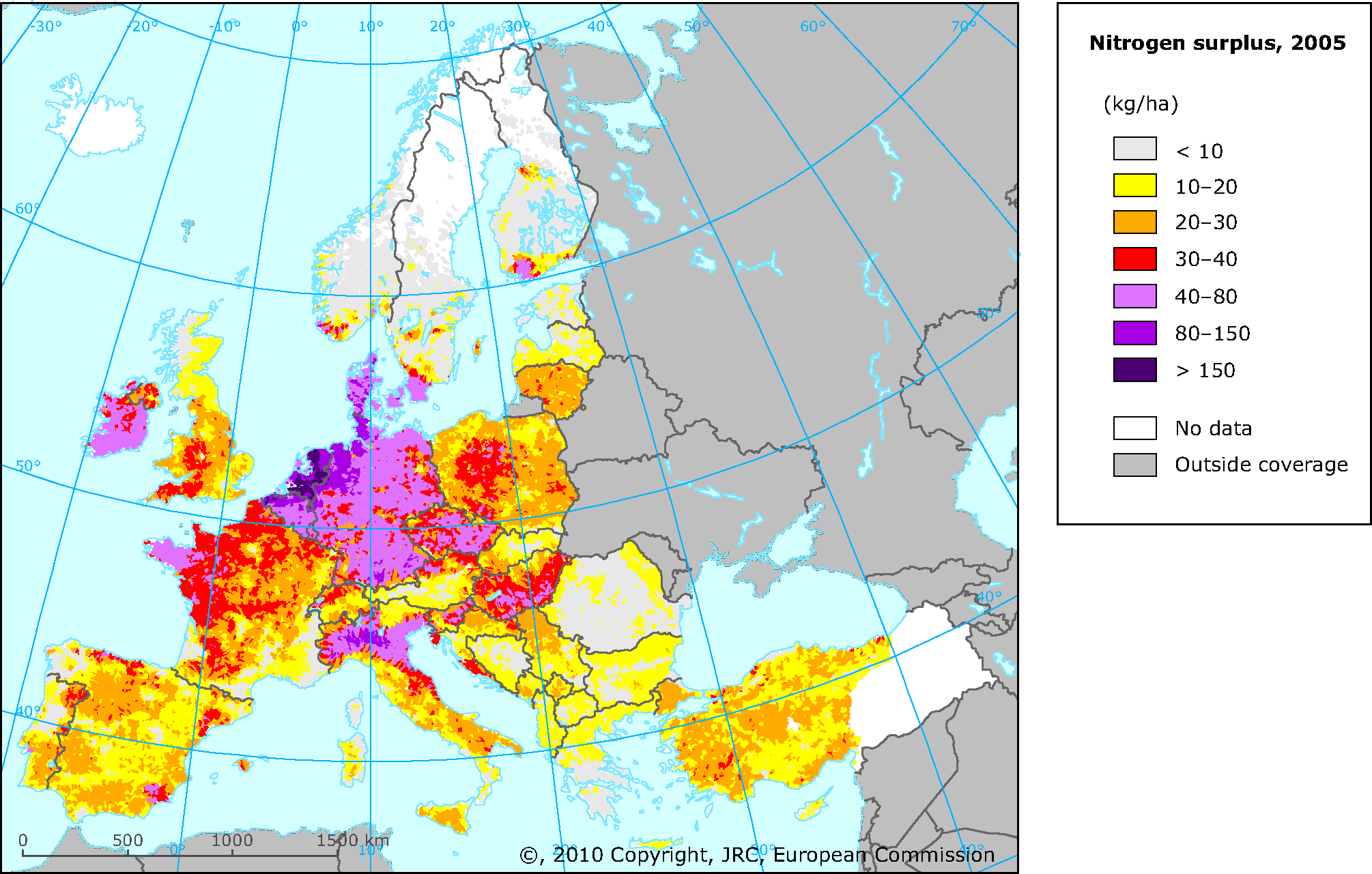
Excedente estimado de nitrogênio (a diferença entre fertilização inorgânica e orgânica, deposição atmosférica, fixação e absorção pelas culturas) na Europa (2005)

Visando soluções de longo prazo (até 2030), o Comitê Remkes publicou em 2020 o relatório “Nem tudo é possível em todos os lugares”. Nesse relatório, recomendou a redução das emissões nacionais de NH3 e NOx em 50% em relação a 2019. A meta de NH 3 deve ser maior em certas áreas próximas a reservas naturais.
A partir de julho de 2021, os projetos de construção poderiam continuar sem testes de nitrogênio, com base na chamada Isenção de Construção. No entanto, esta isenção caducou novamente em novembro de 2022 devido a uma decisão do Conselho de Estado. Nesse ínterim, falava-se de uma "crise prolongada de nitrogênio".